# Bryant-Buschratte
Die im westlichen Nordamerika verbreitete Bryant-Buschratte (Neotoma bryanti) ist ein Nagetier in der Gattung der Amerikanischen Buschratten. Sie ist eng mit der Wüsten-Buschratte (Neotoma lepida) verwandt.
Der Artzusatz im wissenschaftlichen Namen ehrt den US-amerikanischen Naturforscher und Tiersammler Heny Bryant.

## Taxonomie und Verbreitung
Für die Art wurden mehrere Unterarten beschrieben, von denen einige schon ausgestorben sind.
- Die Nominatform Neotoma bryanti bryanti bewohnt den südlichen Teil von Niederkalifornien und zugehörige Inseln.
- Die Todos-Santos-Buschratte (Neotoma bryanti anthonyi) lebte auf Islas de Todos Santos vor Mexikos Nordwestküste.
- Die Coronados-Buschratte (Neotoma bryanti bunkeri) lebte auf Isla Coronados im Golf von Kalifornien.
- Neotoma bryanti intermedia ist etwa von San Francisco in Kalifornien bis ins nördliche Niederkalifornien heimisch.
- Neotoma bryanti macrosensis ist auf Isla San Marcos endemisch.
- Neotoma bryanti martinensis war ein Endemit von Isla San Martín im Golf von Kalifornien.

Die Bryant-Buschratte lebt im Flachland und in Gebirgen bis 2620 Meter Höhe. Sie hält sich in Sanddünen, Halbwüsten, Strauchflächen und trockenen Wäldern auf.

## Merkmale
Diese große Buschratte wird ohne Schwanz 163 bis 206 mm lang, die Schwanzlänge liegt bei 123 bis 187 mm und das Gewicht variiert zwischen 150 und 300 g. Die Art hat 29 bis 42 mm lange Hinterfüße und 23 bis 38 mm lange Ohren. Das dunkelbraune Fell der Rückenmitte geht zu den Seiten und zur Schnauze hin in ein lehmfarbenes Aussehen über. Typisch sind eine weißliche Unterseite und ein Schwanz mit dunkler Oberseite und heller Unterseite. Die Füße sind am Sprunggelenk dunkel und sonst weiß. Kennzeichnend ist ein kleiner Paukenteil am Schläfenbein.

## Lebensweise
Dieses nachtaktive Nagetier baut ein Nest aus Blättern und je nach Angebot auf den verschiedenen Inseln aus anderen Pflanzenteilen. Der Bau kann, wie bei der Wüsten-Buschratte, sehr groß werden und die diversesten Materialien enthalten. Bezüglich der Nahrungswahl und Fortpflanzung entspricht die Art vermutlich anderen Gattungsmitgliedern. Zwei trächtige Weibchen wurden im April registriert.

## Gefährdung
In einigen Regionen wird dieses Nagetier durch Feuerholzsammler beeinträchtigt. Viele Exemplare fallen auf Inseln Katzen und Hunden zum Opfer. Die Gesamtpopulation nimmt nur geringfügig ab. Deshalb listet die IUCN die Bryant-Buschratte als nicht gefährdet (least concern).